# Zuienkerke
Zuienkerke este o comună neerlandofonă situată în provincia Flandra de Vest, regiunea Flandra din Belgia. La 1 ianuarie 2008 avea o populație totală de 2.768 locuitori. 

## Geografie
Comuna actuală Zuienkerke a fost formată în urma unei reorganizări teritoriale în anul 1977, prin înglobarea într-o singură entitate a 4 comune învecinate. Suprafața totală a comunei este de 48,86 km². Comuna este subdivizată în secțiuni, ce corespund aproximativ cu fostele comune de dinainte de 1977. Acestea sunt:
| - I. Zuienkerke - II. Houtave - III. Meetkerke - IV. Nieuwmunster |

Localitățile limitrofe sunt:
| - Orașul Bruges: - a. Lissewege - b. Dudzele - c. Bruges - Comuna Jabbeke: - d. Varsenare - e. Stalhille | - Comuna De Haan: - f. Vlissegem - g. Wenduine - Orașul Blankenberge: - h. Uitkerke |

1. ↑  GeoNames, accesat în 18 noiembrie 2022